# Téléphérique 2S

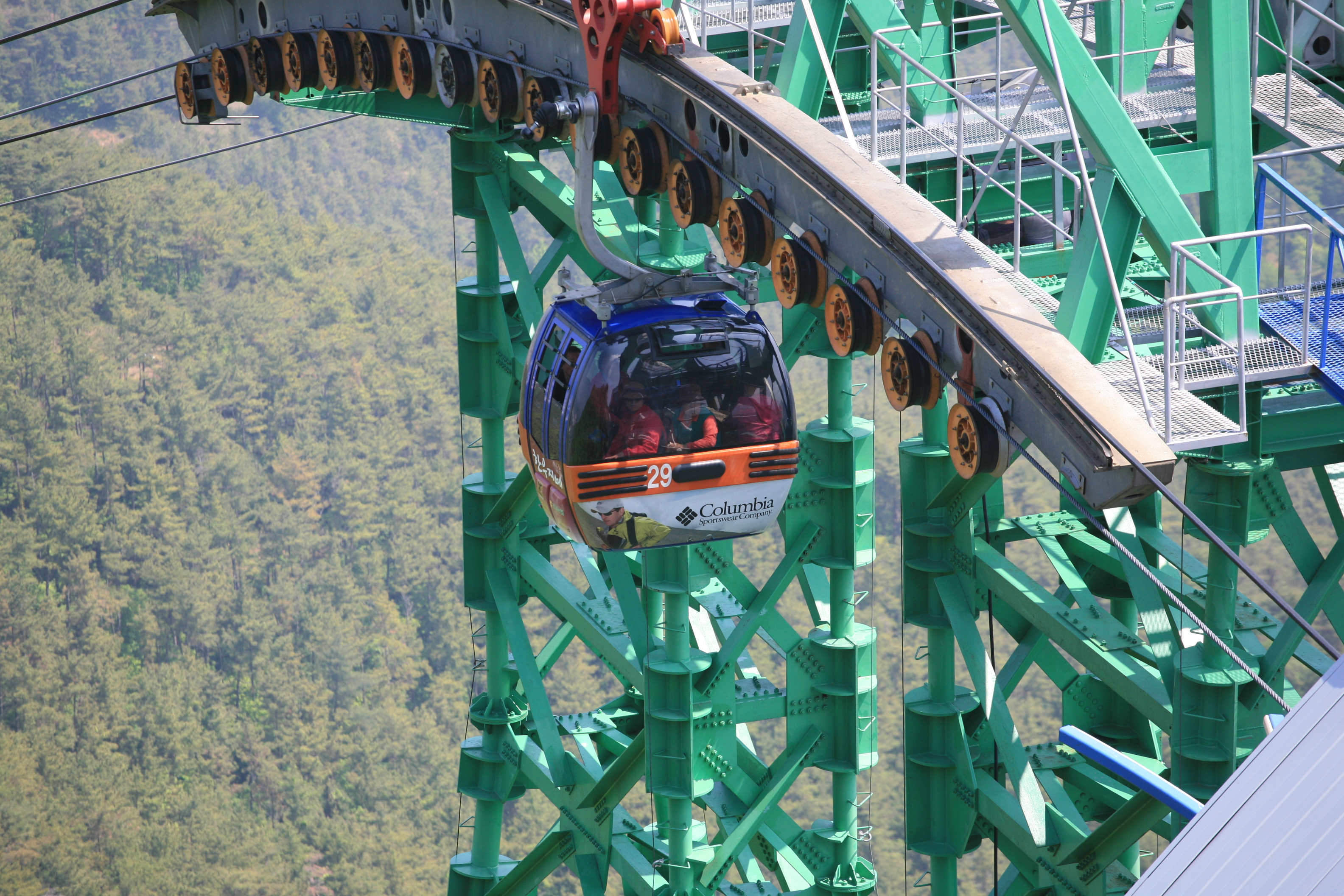
Un téléphérique 2S coréen

Un téléphérique 2S est un type de remontée mécanique issu du mariage entre la technologie du téléphérique et celle des  remontées mécaniques débrayables. L'avantage de cette solution est la possibilité d'avoir une flèche beaucoup plus grande (donc moins de pylônes), particulièrement adaptés à des endroits difficilement accessibles.
Ce type de remontée mécanique se compose d'un câble porteur et un câble tracteur qui met en mouvement des cabines débrayables comme les télécabines.